# Juan Pablo Torres Patiño
Juan Pablo Patiño Torres (Itagüí, 22 giugno 2004) è un calciatore colombiano, centrocampista dell'Atlético Nacional.

## Caratteristiche tecniche
Viene descritto come un giocatore abile a giocare fra le linee in zona offensiva.

## Carriera
Juan Torres è entrato nel settore giovanile dell'Atlético Nacional nel 2014 all'età di 10 anni, proveniente dal Clubdesam. Nel 2022 è stato aggregato alla prima squadra e l'11 luglio ha debuttato entrando in campo nel secondo tempo contro il Cortuluá in Categoría Primera A.

## Statistiche
Statistiche aggiornate al 5 agosto 2023.

### Presenze e reti nei club
| Stagione        | Squadra           | Campionato      | Campionato | Campionato | Coppe nazionali | Coppe nazionali | Coppe nazionali | Coppe continentali | Coppe continentali | Coppe continentali | Altre coppe | Altre coppe | Altre coppe | Totale | Totale | Totale |
| Stagione        | Squadra           | Comp            | Pres       | Reti       | Comp            | Pres            | Reti            | Comp               | Pres               | Reti               | Comp        | Pres        | Reti        | Pres   | Reti   |        |
| --------------- | ----------------- | --------------- | ---------- | ---------- | --------------- | --------------- | --------------- | ------------------ | ------------------ | ------------------ | ----------- | ----------- | ----------- | ------ | ------ | ------ |
| 2022            | Atlético Nacional | A               | 1          | 0          | CC              | 0               | 0               | CL                 | 0                  | 0                  |             | -           | -           | 1      | 0      |        |
| 2023            | Atlético Nacional | A               | 11         | 0          | CC              | 0               | 0               | CL                 | 3                  | 0                  | SC          | 0           | 0           | 14     | 0      |        |
| Totale carriera | Totale carriera   | Totale carriera | 12         | 0          |                 | 0               | 0               |                    | 3                  | 0                  |             | 0           | 0           | 15     | 0      |        |

## Palmarès

### Club

#### Competizioni nazionali
- Súper Liga: 1

Atlético Nacional: 2023
Copa Colombia: 1
Atlético Nacional: 2024